# گروه گریکوا
سیارک‌گروه گریکوا یا سیارک شکاف هکیوپا (انگلیسی: Hecuba-gap asteroid) که عضوی از یک گروه پویا از سیارک‌های تشدیدی است که در شکاف کرک‌وود در ۳٫۲۷ واحد نجومی واقع شده‌است - یکی از بزرگترین شکاف‌های کرک‌وود در کمربند اصلی سیارک‌ها، که به عنوان مرز جدا کنندهٔ سیارک‌های کمربند اصلی بیرونی از سایبل در نظر گرفته می‌شود. یک سیارک شکاف هکوبا در یک رزنانس مداری متوسط ۲: ۱ با غول گازی مشتری برای مدتی باقی می‌ماند، که ممکن است به تدریج مدارهای آنها در درازمدت با افزایش اوج آنها مختل شود تا اینکه در نهایت یا با مدار مریخ یا با خود مشتری برخورد کنند. بسته به ثبات دینامیکی مدار سیارک‌ها در شکاف هکوبا، سه زیر گروه پیشنهاد شده‌است: یکی سیارک‌های ناپایدار واقع در حاشیه ناپایداری گریکوا، با عمر تخمینی بیش از ۱۰۰ میلیون سال، سیارک‌های پایدار چونگوا با بیش از ۵۰۰ میلیون یا حتی ۱ میلیارد سال پایداری، و یک گروه بی‌نام و به شدت ناپایدار سیارک‌ها با طول عمر پویایی کمتر از ۷۰ میلیون سال.
با حرکت بیشتر به خارج از سامانه خورشیدی، سیارک‌های موجود در شکاف هکوبا توسط سایبل‌های رزنانسیِ (۷: ۴)، هیلدا (۳: ۲)، توله (۴: ۳) و تروجان‌های مشتری (۱: ۱) دنبال می‌شوند.